# خسرو سینایی
خسرو سینایی (۲۹ دی ۱۳۱۹ – ۱۱ مرداد ۱۳۹۹) فیلم‌ساز، آهنگساز، نوازنده، و شاعر اهل ایران بود. آثار او معمولاً بر پایه مستندهای اجتماعی استوار بودند. سینایی در سال ۱۳۸۷ موفق به دریافت نشان ویژه کشور لهستان از سوی رئیس‌جمهور این کشور شد. او این نشان را به خاطر ساخت فیلم مستند مرثیه گمشده دریافت کرد که روایت‌گر مهاجرت لهستانی‌ها به ایران در سال‌های ۱۹۴۱ و ۱۹۴۲ است.

## زندگی هنری
خسرو سینایی در ۲۹ دی ۱۳۱۹ در ساری استان مازندران زاده شد. پدر او سید نصیر سینایی پزشک و اصالتاً اهل اردستان و مادرش میمنت آهنین از خانواده‌ای تهرانی بود. خسرو پس از مهاجرت به تهران، در سال ۱۳۳۷ از دبیرستان البرز دیپلم گرفت. پس از آن به اتریش سفر کرد و از سال ۱۹۵۹ تا ۱۹۶۳ به تحصیل در رشتهٔ معماری در دانشکده فنی وین پرداخت. او همزمان به تحصیل آهنگسازی در دانشگاه موسیقی و هنرهای نمایشی وین پرداخت و پس از آن به تحصیل در رشتهٔ سینما مشغول شد و با دو درجهٔ ممتاز در کارگردانی و فیلمنامه‌نویسی در سال ۱۳۴۶ از دانشگاه موسیقی و هنرهای نمایشی وین فارغ‌التحصیل شد.
خسرو سینایی در سال ۱۳۴۲ مجموعه شعری را به نام تاول‌های لجن منتشر کرد. وی از سال ۱۳۳۷ تا ۱۳۴۶ شاگرد ویکتور وینکل باور، سرپرست بخش آکوردئون کنسرواتوار وین (دانشگاه موسیقی و هنرهای نمایشی وین) بود و در کنسرت‌های گوناگون به عنوان تکنواز و عضو هیئت ارکستر کنسرواتوار شرکت داشت.
خسرو سینایی در سال ۱۳۴۶ به ایران بازگشت و به مدت پنج سال در وزارت فرهنگ و هنر مشغول به کار شد. او همچنین از سال ۱۳۵۱ تا ۱۳۵۴ با سازمان رادیو تلویزیون ملی ایران همکاری کرد. خسرو سینایی از آن زمان تا سال ۱۳۷۱ به آموزش در رشته‌های کارگردانی، فیلمنامه‌نویسی، موسیقی فیلم، مستندسازی و … در دانشگاه و مراکز آموزشی و هنری پرداخت. نخستین فیلم سینمایی خسرو سینایی، زنده‌باد… ساخت سال ۱۳۵۸ است.
خسرو سینایی در طول زندگی هنری خود بیش از ۱۲۰ فیلم کوتاه و بلند ساخت که افزون بر نویسندگی و کارگردانی، ساخت موسیقی و تدوین برخی از آثارش را نیز بر عهده داشته‌است.
سینایی داور بسیاری از جشنواره‌های ایرانی و بین‌المللی نیز بود.

## زندگی شخصی
او به همراه دو همسر خود گیزلا وارگا سینایی و فرح اصولی زندگی می‌کرد که هر دو از نقاشان مطرح معاصر هستند. فرح اصولی در مصاحبه با مجله زنان این رابطه سه‌نفره را پیشنهاد گیزلا و اتفاقی مثبت در عرصه شخصی و هنری ارزیابی می‌کند. دختر سینایی و گیزلا به نام یاسمین نیز مجسمه‌سازی صاحب‌سبک است.

## فیلمنامه‌ای بدون فیلم
خسرو سینایی در روزهای ۲۸ و ۲۹ دی ۱۳۸۰ در برنامه‌ای به نام «فیلمنامه‌ای بدون فیلم» در خانهٔ هنرمندان ایران به شعرخوانی و آکوردئون نوازی پرداخت. این برنامه به نفع فرهنگنامهٔ کودکان و نوجوانان و با همکاری خانهٔ هنرمندان برگزار شد.

## کنش سیاسی
در مرداد ۱۳۸۸ و به دنبال اعتراض به نتایج انتخابات ریاست‌جمهوری، خسرو سینایی با یازده کارگردان دیگر سینمای ایران در نامه‌ای سرگشاده به نمایندگان مجلس ایران با نام «ما نگرانیم» نسبت به اوضاع سیاسی آن روزها ابراز نگرانی کرده و خواهان برچیده شدن سانسور، رعایت آزادی، منع شکنجه، توقف بازداشت‌های خودسرانه شدند.
خسرو سینایی در سال‌های پایانی عمر خود فیلم چندانی نساخت و می‌گفت: «نمی‌گذارند فیلمم را بسازم… مهم نیست فیلم چه موضوعی دارد، آنها می‌خواهند عده‌ای را از گود خارج کنند و فقط یک عده خاصی را داشته باشند که زیاد هم حرف نزنند».

## درگذشت
خسرو سینایی که در مرداد ۱۳۹۹ به دلیل عفونت ریه و ابتلا به کروناویروس سندرم حاد تنفسی ۲، در بخش مراقبت‌های ویژه بیمارستان امیراعلم تهران بستری شده بود، در ۱۱ مرداد ۱۳۹۹ درگذشت. پیکر او ۱۲ مرداد ۱۳۹۹ بدون برگزاری مراسم عمومی و تنها با حضور خانواده‌اش در قطعه هنرمندان بهشت زهرا در کنار آرامگاه محمّدعلی کشاورز و مسعود مهرابی به خاک سپرده شد.

## آثار هنری[۸]

### فیلم سینمایی
- جزیره رنگین (۱۳۹۳)
- کویر خون (۱۳۸۵)
- مثل یک قصه (۱۳۸۵)
- عروس آتش (۱۳۷۸)
- کوچه پاییز (۱۳۷۶)
- در کوچه‌های عشق (۱۳۶۹)
- یار در خانه (۱۳۶۶)
- هیولای درون (۱۳۶۲)
- زنده‌باد… (۱۳۵۸)

### فیلم مستند
- راویان تاریخ (۱۳۸۸)
- گواهان تاریخ (۱۳۸۶)
- فرش، اسب، ترکمن (۱۳۸۴)
- گفتگو با سایه (۱۳۸۴)
- آوازهای سکوت (۱۳۸۴)
- طرح برنده (۱۳۸۳)
- میان سایه و نور (۱۳۸۱)
- عبور از نمی‌دانم (۱۳۸۱)
- کوچه پائیز (مستند داستانی بلند ۱۳۷۵)
- قصه کوتاهی چندهزار ساله (۱۳۷۲)
- به کوه مهربان بیندیش (۱۳۷۲)
- گیزلا (۱۳۷۲)
- آخرین حلقه زنجیر (۱۳۷۰)
- سرِ مرز (۱۳۷۰)
- ابر شهر پیر (۱۳۶۴)
- سفر به تاریخ (۱۳۶۴)
- نقاشی مدرن ایران (۱۳۵۶)
- زن دیروز، زن امروز (۱۳۵۶)
- تهران امروز، تصاویر یک شهر (۱۳۵۶)
- جناب دماوندی (۱۳۵۳)
- حسین یاوری (۱۳۵۲)
- مصور الملکی (۱۳۵۱)
- مرثیه گمشده (۱۳۴۹–۱۳۶۲)
- سردی آهن (۱۳۴۹)
- پرستش (۱۳۴۹)
- یک سرزمین، یک روز، یک راه (۱۳۴۸)
- آن سوی هیاهو (۱۳۴۷–۱۳۴۸)
- سال هنر ایران (۱۳۴۷)
- آوائی که عتیقه می‌شود (۱۳۴۶)

### برخی از فیلم‌های کوتاه
- ماهیگیری (عنوان اوّل: گرگوربرداری)[۱۶] (۱۳۴۵)
- پسر، پدر و مادر (۱۳۴۹)
- فعل مجهول (۱۳۴۹)
- سرگردانی بچه‌ها میان فرمان‌ها خدا و رفتار ما (۱۳۵۱)
- فرار (۱۳۵۳)
- خط خوردگی (۱۳۵۶)
- خانواده ایرانی (۱۳۵۶)
- ده صحنه تا اخراج (۱۳۵۸)

### پویانمایی و تجربی
- هادی و هدی (عروسکی ۱۳۶۴)
- شاید اگر… (عروسکی ۱۳۵۳)
- دو راه حل یک مشکل (نقاشی متحرک ۱۳۵۲)
- شرح حال (۱۳۴۷)

### موسیقی

#### موسیقی فیلم
- من ایران را دوست دارم
- هیولای درون
- یار در خانه
- در کوچه‌های عشق
- سفر به تاریخ
- ابر شهر پیر
- آخرین حلقه زنجیره
- قصه کوتاهی چند هزار ساله
- تهران امروز، تصاویر یک شهر
- مرثیه گمشده
- گیزلا
- میان سایه و نور
- آوازهای سکوت
- عروس آتش
- مثل یک قصه

#### نوار قصه
- موسیقی نوار قصهٔ «سپیده می‌دمد» براساس ۲۶ شعر از پروین دولت‌آبادی

### نوشته‌ها

#### دستِ اوّل[۸]
- فیلمنامه صورتگران عصر خون، ۱۳۸۱
- فیلمنامه سپیدجامه، ۱۳۸۲
- فیلمنامه عروس آتش، ۱۳۸۳
- تاول‌های لجن، ۱۳۴۲. ناشر: گالری هنر جدید. (مجموعه شعر)
- ترانه شاپرک‌های سفید، ۱۳۹۱. ناشر: نشر امرود. (مجموعه شعر)
- اتاق صورتی، ۱۳۹۴. ناشر: نشر امرود. (مجموعه شعر)[۱۷]
- کتاب صوتی یادگاری (شعر و موسیقی)[۱۸] ۱۳۹۶[۱۹]
- خسرو سینایی به روایت ناصر فکوهی، ۱۴۰۲

#### ترجمه[۸]
- جلوه‌های ویژه تصویری در سینما و تلویزیون. ترجمه از انگلیسی، ۱۳۶۷
- سینمای بعد از کمونیسم (ترجمه مقالات انگلیسی. ۱۳۷۷)
- فیلمسازان بزرگ جهان (انتخاب و ترجمه از متن انگلیسی ۱۳۸۸)
- سیاحت و ماجراهای من در ایران. نوشته آرمین و مبری. ترجمه از متن آلمانی (آماده چاپ)

## جایزه‌ها[۸]
- جایزه «بهترین فیلم صنعتی» از جشنواره فیلم‌های صنعتی برای فیلم «آخرین حلقه زنجیر» (۱۳۸۴)
- نشان «هنرمند با افتخار» از وزارت فرهنگ جمهوری لهستان برای فیلم مرثیه گمشده (۲۰۱۰)
- نشان ویژه «صلیب شوالیه جمهوری لهستان» از سوی رئیس‌جمهور لهستان برای فیلم مرثیه گمشده (۲۰۰۸)
- جایزه انجمن بین‌المللی منتقدان فیلم (فیبرشی) به فیلم عروس آتش در جشنواره بین‌المللی فیلم کارلوی واری جمهوری چک
- سیمرغ بلورین بهترین فیلمنامه در هجدهمین دوره جشنواره فیلم فجر، برای فیلم «عروس آتش» (۱۳۷۸)[۲۰]
- لوح زرین بهترین کارگردانی در دومین دوره جشنواره فیلم فجر، برای فیلم «هیولای درون» (۱۳۶۲)
- برنده جایزه گلدان بلورین انجمن مبارزان ضد فاشیسم در جشنواره کارلوی جمهوری چک برای فیلم زنده باد... (۱۹۸۰)
- مجسمه شهر فرنگ آرشیو فیلم ایران برای فیلم «آن سوی هیاهو»، تهران (۱۳۴۷)
- دیپلم افتخار هیئت داوران بین‌المللی در دومین جشنواره فیلم‌های کودکان و نوجوانان، برای فیلم «آن سوی هیاهو»، تهران (۱۳۴۷)
- جایزهٔ فارغ‌التحصیلی آکادمی موسیقی و هنرهای نمایشی (وین - اتریش) به فیلم «ماهیگیری» (۱۳۴۶)